# Isaac Luttichuys
Isaac Luttichuys, född 1616 i London, död 1673 i Amsterdam, var en nederländsk konstnär. Han var bror till Simon Luttichuys.
Luttichuys föddes av nederländska föräldrar i London, och utbildades troligen i Amsterdam, där han sedan förblev verksam under resten av livet. Från omkring 1640 arbetade han möjligen i Rembrandts ateljé. Isaac Luttichys målade främst porträtt.